# Insulina degludeca

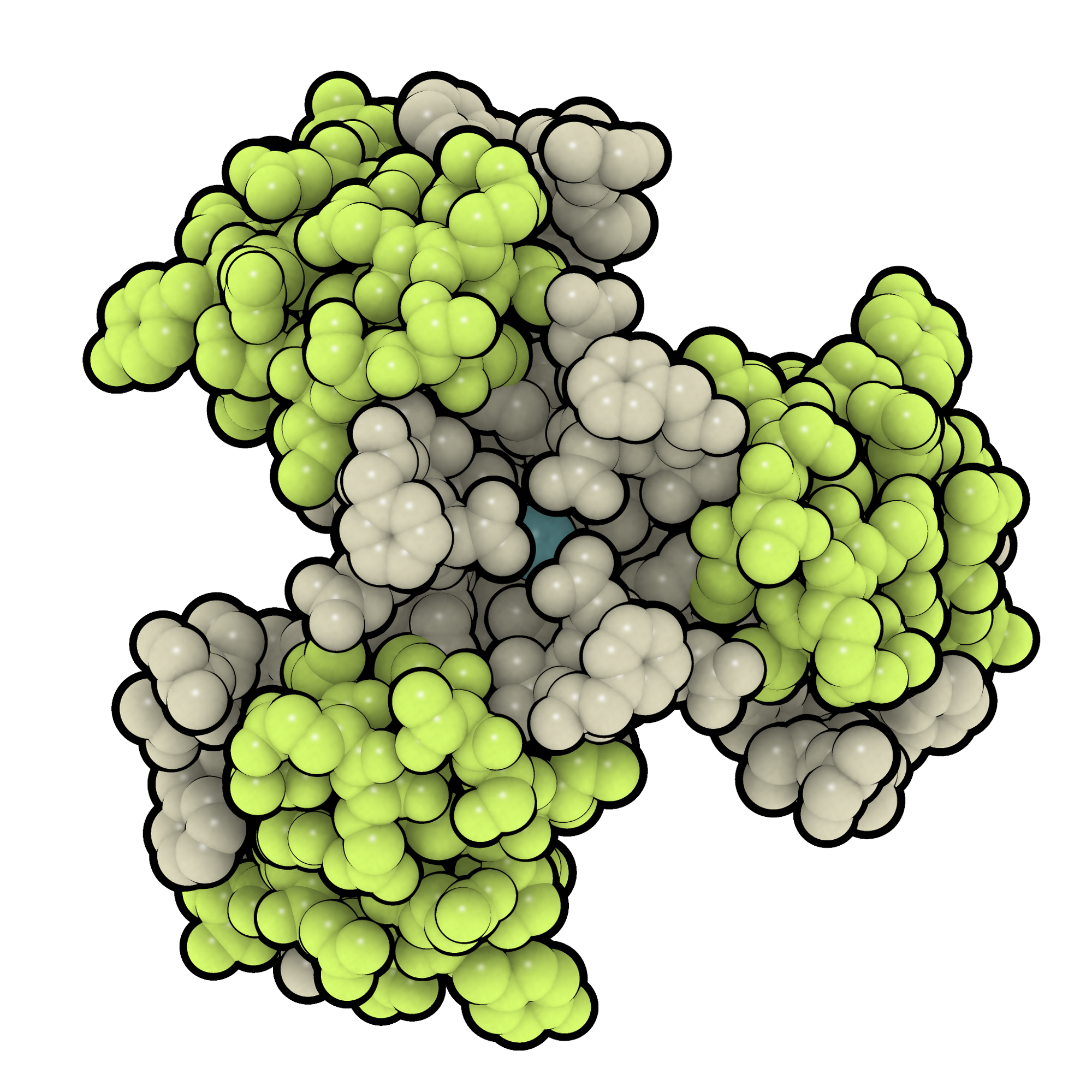
Insulina degludeca

 Insulina degludeca é um tipo de insulina de ação ultraprolongada que foi desenvolvida pela Novo Nordisk sob o nome comercial Tresiba. É administrado por injeção subcutânea uma vez ao dia para ajudar a controlar o nível de açúcar no sangue de pessoas com diabetes . Tem uma duração de ação que dura até 42 horas (em comparação com as 18 a 26 horas fornecidas por outras insulinas de ação prolongada comercializadas, como a insulina glargina e a insulina detemir ), tornando-a uma insulina basal de uso único diário, aquela que fornece um nível básico de insulina, ao contrário das insulinas em bolus de ação rápida e curta. 
A insulina degludeca é uma insulina modificada que possui um único aminoácido deletado em comparação com a insulina humana e é conjugada ao ácido hexadecanodióico via espaçador gama- L - glutamil no aminoácido lisina na posição B29. Está incluída na Lista de Medicamentos Essenciais da Organização Mundial da Saúde como equivalente à insulina glargina. 

## Efeitos colaterais
Um efeito colateral significativo da terapia com insulina é a hipoglicemia. Uma meta-análise de ensaios clínicos publicada em julho de 2012 encontrou 39 a 47,9 eventos de hipoglicemia (definida como glicose no sangue <56 mg/dL) por paciente/ano, com taxas mais altas na formulação de degludec mais concentrada. As taxas de hipoglicemia noturna variaram de 3,7 a 5,1 eventos por paciente/ano.  Uma revisão sistemática Cochrane mais recente constatou que não houve diferenças significativas nas taxas de hipoglicemia diurna, noturna ou quaisquer outros resultados de estudos ao usar insulina degludec em comparação com insulina glargina, insulina detemir e insulina NPH para o tratamento do diabetes tipo I em nem adultos nem crianças. 

## Farmacologia

### Mecanismo de ação
A insulina degludeca é uma insulina de ação ultralonga que, ao contrário da insulina glargina , é ativa em um pH fisiológico. A adição de ácido hexadecanodióico por meio de uma ligação amida à lisina na posição B29 permite a formação de multi-hexâmeros em tecidos subcutâneos. Isso permite a formação de um depósito subcutâneo que resulta na liberação lenta de insulina na circulação sistêmica.

### Farmacocinética
A insulina degludeca tem um início de ação de 30 a 90 minutos (semelhante à insulina glargina e à insulina detemir ). Não há pico de atividade, devido à liberação lenta na circulação sistêmica. A duração da ação da insulina degludeca é relatada como sendo superior a 24 horas. 
Como a meia-vida é superior a 24 horas, é aprovado para administração diária a qualquer hora do dia - desde que tenham decorrido mais de 8 horas desde a dose anterior.  Aconselha-se que uma dose esquecida seja tomada assim que lembrada e, em seguida, retorne à programação normal. 

### Farmacoeconomia
Dada a natureza do programa experimental BEGIN, grande parte da análise econômica da saúde da insulina degludeca concentrou-se na relação custo-efetividade de curto prazo com base nas diferenças na dosagem de insulina e na incidência de eventos hipoglicêmicos, em vez de diferenças no controle glicêmico.  A primeira análise de custo-efetividade dessa natureza foi realizada a partir de uma perspectiva social no cenário sueco em 2013, descobrindo que a insulina degludec seria custo-efetiva em relação à insulina glargina no tratamento de diabetes tipo 1 e diabetes tipo 2 como parte de um regime de insulina basal ou basal. 

## Perfil de eficácia
Estudos demonstraram que os pacientes que tomam insulina degludec precisam tomar doses significativamente menores de insulina basal do que aqueles que tomam insulina glargina U100, enquanto atingem níveis semelhantes de glicose no sangue. No entanto, em uma recente revisão sistemática da Cochrane, não foram encontradas diferenças clinicamente significativas nas medidas de eficácia ao usar insulina degludec em comparação com insulina glargina, insulina detemir e insulina NPH para o tratamento do diabetes tipo I em adultos ou crianças.  A insulina degludeca também tem a capacidade de ser misturada com outras insulinas, melhorando assim o controle glicêmico . Isso não pode ser feito usando as atuais insulinas de ação prolongada. Um médico envolvido nos ensaios foi citado como tendo dito:
Isso permite a criação de uma nova formulação que retém o controle suave de um basal de ação prolongada com controle de ação rápida das refeições da insulina aspártico . Esta insulina de 2 componentes retém as características de risco ultrabaixo do degludec com cobertura simultânea das refeições. 

## Dados de ensaios clínicos

### Diabetes mellitus tipo 1
A insulina degludeca foi estudada como uma alternativa à insulina glargina como parte de um regime basal-bolus no estudo BEGIN Basal-Bolus Tipo 1. 629 pacientes com diabetes tipo 1 foram randomizados em uma proporção de 3:1 para insulina degludec (n=472) ou insulina glargina (n=157) além de insulina aspártico nas refeições. Os pacientes no braço de tratamento com degludec mudaram de sua insulina basal para insulina degludec em uma proporção de 1:1, com uma redução de dose de 20-30% em pacientes recebendo múltiplas doses basais por dia. Após 52 semanas, os pacientes tratados com insulina degludec produziram uma redução semelhante na HbA1c (0,40% vs. 0,39%) atendendo aos critérios de não inferioridade. Os eventos adversos foram semelhantes nos dois braços de tratamento; no entanto, as taxas de hipoglicemia noturna(entre meia-noite e 6h) foram 27% menores em pacientes tratados com insulina degludec (3,91 vs. 5,22%, p=0,024). A redução na incidência de hipoglicemia foi vista como um benefício terapêutico, já que a hipoglicemia é frequentemente uma toxicidade limitante da dose na terapia com insulina. 
Uma revisão sistemática Cochrane comparou o uso de insulina degludeca com insulina glargina, insulina detemir e insulina NPH em adultos e crianças com diagnóstico de diabetes tipo I.  Esta revisão incluiu Ensaios de Controle Randomizados (RCTs) com duração de 24 a 104 semanas e teve uma amostra total de 8.784 participantes randomizados entre os estudos: 2.428 participantes alocados para insulina NPH; 2889 participantes para insulina detemir; 2.095 participantes para insulina glargina; 1372 participantes para insulina degludec. 21% de todos os participantes eram crianças. Nenhum estudo comparou diretamente a insulina degludeca com a insulina NPH. Nos estudos que compararam a insulina degludeca com a insulina detemir (2 RCTs) e a insulina degludeca com a insulina glargina (4 RCTs), nenhuma diferença clinicamente relevante foi encontrada para os resultados demortalidade por todas as causas , qualidade de vida relacionada à saúde (QoL), hipoglicemia grave, infarto do miocárdio não fatal / acidente vascular cerebral (NFMI/NFS), hipoglicemia noturna grave, efeitos adversos graves (SAE) e hemoglobina glicosada A1c (HbA1c). 

### Diabetes mellitus tipo 2
No estudo BEGIN Basal-Bolus Tipo 2, a insulina degludeca foi estudada como uma alternativa à insulina glargina em pacientes com diabetes mellitus tipo 2 . 995 pacientes foram randomizados para receber insulina degludeca (n=755) ou insulina glargina (n=251), além de insulina aspártico, metformina e/ou pioglitazona nas refeições. Os pacientes neste estudo tinham uma média de HbA1c de 8,3–8,4% e 49–50% estavam em um regime que consistia em insulina basal em bolus mais medicamentos antidiabéticos orais. Após 52 semanas, a insulina degludeca mostrou-se não inferior à insulina glargina, proporcionando um efeito semelhante na redução da HbA1c (-1,10 vs. -1,18%). As taxas globais de hipoglicemia foram significativamente menores com insulina degludec (11,09 vs. 13,63%/ano, p=0,0359), incluindo casos de hipoglicemia noturna (1,39 vs. 1,84%/ano, p=0,0399).